# Henties Bay
Henties Bay est une ville côtière de Namibie dans la région d'Erongo.
Elle a été établie en 1929. La population était d'environ 10 000 habitants en 2015.